# Daniel Davari
Daniel Davari (persan : دانیال داوری), né le 6 janvier 1988 à Giessen (Allemagne), est un footballeur international iranien qui évolue au poste de gardien de but au Rot-Weiss Essen, en Regionalliga.

## Biographie

### Les débuts
Davari commence à jouer au football au SV Garbenteich. En 2002, il rejoint le TSG Gießen-Wieseck et y joue pendant deux ans. En 2004, il rejoint le FSV Mayence 05. Davari joue d'abord avec les équipes de jeunes du club de Mayence. Après la saison 2007-08, Davari joue avec l'équipe réserve de Mayence en Regionalliga (D4), où il dispute 32 matchs avec la réserve. 

### Eintracht Brunswick
Davari rejoint en 2009 l'Eintracht Brunswick en 3. Liga (D3). Lors de sa première saison, Davari ne joue aucun de match avec l'équipe première, mais il joue avec l'équipe réserve en Oberliga (D5). L'équipe termine première de sa série. La saison suivante, il commence la saison en équipe réserve en Regionalliga, où il joue 8 matchs. 
Il fait ses débuts professionnels en 3. Liga contre le Rot-Weiss Ahlen après que le gardien titulaire Marjan Petković se blesse. Il joue quatre matchs en 3. Liga lors de la saison 2010-11. Il est deuxième gardien derrière Marjan Petković mais après une nouvelle blessure de Petković au début de la saison 2011-12, il devient dans la foulée le gardien titulaire du club.
Il est titularisé lors de la quatrième journée de 2. Bundesliga (D2) face à Karlsruher SC (victoire 3-1). Lors de la saison 2011-12, il joue 29 matchs en deuxième division. Lors de la saison 2012-13, il dispute 30 matchs et termine vice-champion de 2. Bundesliga. Le club est promu en Bundesliga (D1), où il réalise alors une super saison. En janvier 2013, il est même convoqué en équipe d'Iran par le sélectionneur Carlos Queiroz.
Il fait ses débuts en Division 1 le 18 août 2013 lors de la deuxième journée de Bundesliga contre le Borussia Dortmund (défaite 2-1). Après un nouveau match contre Dortmund le 31 janvier 2014, il reçoit les éloges de l'entraîneur de Dortmund Jürgen Klopp et se voit sélectionné dans l'équipe type de la semaine du journal Kicker.

### Équipe d'Iran
Le 21 janvier 2013, Daniel Davari confirme qu'il est invité en équipe d'Iran par le sélectionneur Carlos Queiroz. Davari est né à Gießen en Allemagne d'une mère germano-polonaise et d'un père iranien. Il est donc éligible pour jouer pour l'Allemagne ou pour l'Iran. Cependant, Davari décline l'invitation de l'Iran pour les qualifications de la Coupe d'Asie contre le Liban. En effet la date coïncide avec un match crucial de son club.
Daniel Davari est appelé pour le match contre le Koweït un mois plus tard. Il n'y fait toutefois pas sa première apparition internationale,. Il fait ses débuts pour l'équipe d'Iran contre la Thaïlande le 15 novembre (victoire de 3-0).
Le 1er juin 2014, le sélectionneur Carlos Queiroz annonce que Daniel Davari est retenu dans la liste des 23 joueurs pour jouer la Coupe du monde 2014 au Brésil.
Il compte quatre sélections et zéro but avec l'équipe d'Iran depuis 2013.

### Vie privée
Né d'un père iranien et d'une mère polonaise, Davari a reçu une éducation catholique,. Il fait ainsi partie des quelques joueurs chrétiens à avoir défendu le maillot de l'équipe de la République islamique d'Iran, au côté du plus célèbre d'entre eux, l'Arménien Andranik Teymourian, qui fut capitaine de la sélection entre juin 2015 et septembre 2016. 
Le 28 septembre 2014, sa femme Kristina donne naissance à un premier enfant prénommé Eliah.

## Statistiques
| Saison                | Club                  | Championnat           | Championnat | Championnat | Coupe(s) nationale(s) | Coupe(s) nationale(s) | Compétition(s) continentale(s) | Compétition(s) continentale(s) | Compétition(s) continentale(s) | Iran | Iran | Total | Total |
| Saison                | Club                  | Division              | M.          | B.          | M.                    | B.                    | Comp.                          | M.                             | B.                             | M.   | B.   | M.    | B.    |
| 2010 – 2011           | Eintracht Brunswick   | 3. Liga               | 4           | 0           | -                     | -                     | -                              | -                              | -                              | -    | -    | 4     | 0     |
| 2011 – 2012           | Eintracht Brunswick   | 2. Bundesliga         | 29          | 0           | -                     | -                     | -                              | -                              | -                              | -    | -    | 29    | 0     |
| 2012 – 2013           | Eintracht Brunswick   | 2. Bundesliga         | 30          | 0           | -                     | -                     | -                              | -                              | -                              | -    | -    | 30    | 0     |
| 2013 – 2014           | Eintracht Brunswick   | Bundesliga            | 29          | 0           | -                     | -                     | -                              | -                              | -                              | 4    | 0    | 33    | 0     |
| Sous-total            | Sous-total            | Sous-total            | 92          | 0           | -                     | -                     | -                              | -                              | -                              | 4    | 0    | 96    | 0     |
| 2014 – 2015           | Grasshopper           | Super League          | 3           | 0           | -                     | -                     | C1                             | 1                              | 0                              | -    | -    | 4     | 0     |
| Sous-total            | Sous-total            | Sous-total            | 3           | 0           | -                     | -                     | -                              | 1                              | 0                              | -    | -    | 4     | 0     |
| Total sur la carrière | Total sur la carrière | Total sur la carrière | 95          | 0           | -                     | -                     | -                              | 1                              | 0                              | 4    | 0    | 100   | 0     |

## Palmarès
Eintracht Brunswick
- 3. Liga
  - Champion (1) : 2011.